# Монетный двор Финляндии
Монетный двор Финляндии (фин. Suomen Rahapaja, швед. Myntverket i Finland) — национальный монетный двор Республики Финляндия.

## История

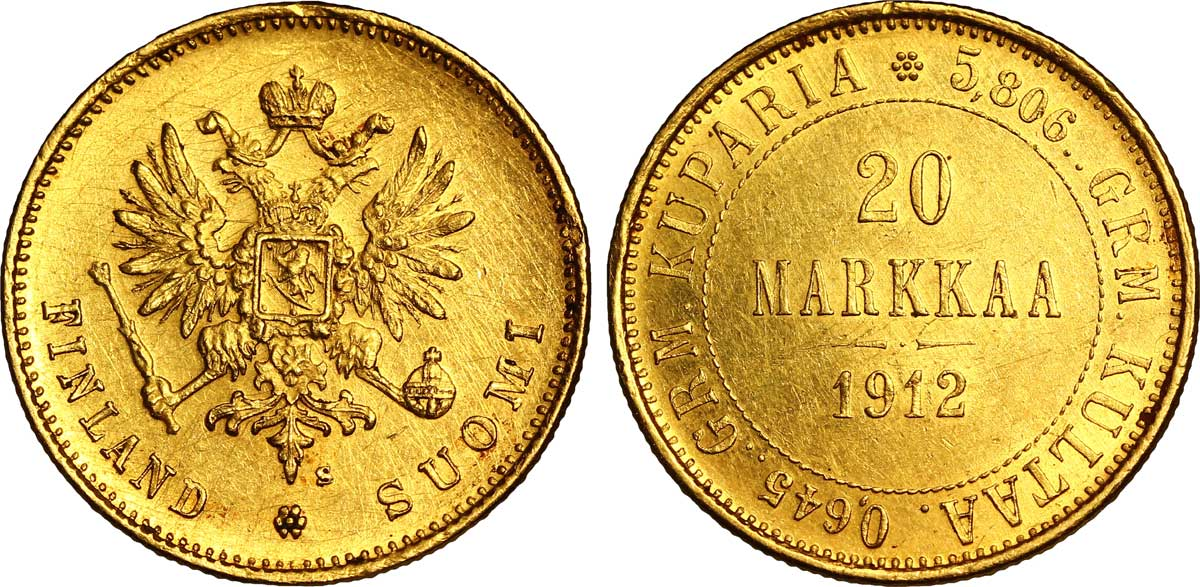
20 марок 1912 года. Буква S — отметка минцмейстера Исаака Сунделя (фин. SUNDELL, 1913—1917)

Монетный двор Финляндии был учреждён императором Александром II в 1860 году, после того, как Высочайшим манифестом Императора Всероссийского, Царя Польского и Великого князя Финляндского Александра II от 23 марта 1860 года в Финляндии была введена особая монетная единица марка.
В то время Монетный двор находился в Катаянокка — районе Хельсинки (Гельсингфорса). В 1988 году был открыт новый производственный комплекс в городе Вантаа. Монетный двор Финляндии с 1993 года является открытым акционерным обществом.
В 2001 году Монетный двор Финляндии приобрёл у Банка Швеции Монетный двор Швеции, а в 2003 году приобрёл 50 % акций норвежской компании Det Norske Myntverket AS, которая выпускает норвежские монеты и монеты для других стран.
Во времена Великого княжества Финляндского на монетах не было ни одной отметки Финляндского монетного двора, ставились только инициалы минцмейстера.
В настоящее время Монетный двор Финляндии выпускает монеты евро для Эстонии, Греции, Люксембурга, Словении, Кипра и Ирландии, монеты для Боливии, Колумбии, Доминиканской Республики, коллекционные монеты и др.
Генеральный директор монетного двора Финляндии с 2016 года — Джонн Ханкимаа (М. С. Jonne Hankimaa).

## Список литературы
1. ↑  The History of Mint of Finland (англ.)
2. ↑  Minting of Estonia’s Euro Coins Begins in Finland. Yle Uutiset (20 июля 2010). Дата обращения: 1 октября 2015. Архивировано 3 октября 2015 года.
3. ↑  How circulation coins are made (англ.)
4. ↑  Finskt myntverk ska sätta prägel på svenska kronan (швед.). Dagens Nyheter (2 ноября 2007). Дата обращения: 1 октября 2015. Архивировано 27 декабря 2015 года.